# مدينة سلمان الصناعية (البحرين)
مدينة سلمان الصناعية بالحد التي تضم منطقة الحد الصناعية ومنطقة البحرين العالمية ومرسى البحرين تم افتتاحها بشكل رسمي بحضور الملك حمد بن عيسى آل خليفة في 6 يناير 2010م.
ذكر وزير الصناعة والتجارة في يوم أفتتاح المدينة أن الاستثمارات في المنطقة تبلغ في الوقت الحاضر 3,5 مليارات دولار، وتوقع أن تنمو إلى 7,6 مليارات دولار خلال سنوات قليلة، في حين ستوفر المدينة، التي توظف الآن نحو 15 ألف شخص، نحو 34 ألف وظيفة خلال سنوات.
كما كشف عن نية البحرين إقامة هيئة ملكية صناعية في المنطقة المغمورة بالقرب من المدينة الصناعية، لاحتضان الصناعات المتقدمة والصديقة للبيئة، وكذلك توزيع الغاز والصناعات البتروكيماوية وتصفية البترول، والذي سيكون مركزا مهمّا للصناعة يمكن أن ينقل المملكة إلى مصافّ الدول الخليجية المتقدمة.
وأوضح الوزير في كلمته أثناء (حفل افتتاح المدينة) أن الحفل «الذي يشهد نشأة مدينة حمد الصناعية، والتي تكرمتم الآن بإعادة تسميتها «مدينة سلمان الصناعية»، وبوضع حجر الأساس لهذا الصرح يتزامن مع الذكرى العاشرة لتولي جلالة الملك الحكم في هذه المملكة»، وبيّن أن المدينة هي لبنة من لبنات تعزيز البنية التحتية الهادفة إلى تحويل رؤية البحرين الاقتصادية 2030 إلى مشروع «رائد وفريد وواعد على أرض الواقع». وقال الرئيس التنفيذي لمجلس التنمية الاقتصادية الشيخ محمد بن عيسى آل خليفة:
«إن تركيزنا ينصب على تنمية القطاع الصناعي وزيادة معدل نموه بمعدل 9 في المئة بحلول سنة 2014 تنفيذا للاستراتيجية الاقتصادية الوطنية 2009 - 2014، وتهيئة هذا القطاع الحيوي لاستيعاب الكوادر البحرينية بتوفيره أكثر من 30 ألف فرصة عمل».

## منطقة البحرين العالمية للاستثمار
وتضم «مدينة سلمان الصناعية» ثلاث مناطق، الأولى هي منطقة البحرين العالمية للاستثمار التي تبلغ مساحتها 2,5 مليون متر مربع، وصممت لاستقطاب شركات التصدير ذات القيمة العالية. وقد خصص نحو ثلثي المنطقة لنحو 48 شركة بحرينية و25 شركة دولية تصل قيمة الاستثمارات فيها نحو 850 مليون دولار. ومن ضمن الشركات الموجودة في المنطقة شركة كرافت وشركة أميانتيت السعودية وام تي كيو السنغافورية.
وتقدم المنطقة حوافز للمستثمرين تشمل إمكانية التملك بنسبة 100 في المئة للشركات الأجنبية، وتحويل كامل رأس المال والأرباح، وكذلك أسعار تأجير مناسبة للأراضي. ويقوم بيت التمويل الكويتي بتطوير «واحة بيتك» في المنطقة.

## مرسى البحرين للاستثمار
أما المنطقة الثانية وهي مرسى البحرين للاستثمار، وهو أضخم المشاريع التابعة لشركة الخليج للتعمير (تعمير)، تبلغ كلفته الإجمالية نحو ملياري دولار، ويغطي مساحة تبلغ 1,7 مليون متر مربع. ويتضمن المشروع خليط من خدمات التنمية اللوجستية والصناعية والتجارية والسكنية وخدمات الأعمال، ويتوقع أن يكون محطة عبور رئيسية للخدمات الصناعية واللوجستية.

## منطقة الحد الصناعية
والمنطقة الثالثة في «مدينة سلمان الصناعية» هي منطقة الحد الصناعية، وتعتبر مقرا للعديد من المشروعات الرئيسية من ضمنها الشركة العربية لبناء وإصلاح السفن (أسري)، ومصنع كريات الحديد التابع لشركة الخليج للاستثمار الصناعي، ومصنع يونيفرسالرولنج. وتقع المنطقة على مساحة تبلغ 7,9 ملايين متر مربع.